# Ronald B. Herbermann
Ronald B. Herbermann (n. 1940 – d. 1 iunie 2013) a fost un biolog și medic american, membru de onoare al Academiei Române (din 1992).
1. ↑  Czech National Authority Database, accesat în 22 februarie 2022
2. ↑  Czech National Authority Database, accesat în 1 martie 2022